# Arenaria piifontii
Arenaria piifontii là loài thực vật có hoa thuộc họ Cẩm chướng. Loài này được M.B.Crespo & Mateo mô tả khoa học đầu tiên năm 2008.